# Девня
Девня (болг. Девня) — місто в Болгарії. Розміщується у Варненській області, входить до громади Девня. Населення становить 9 322 чоловіки.

## Географія
Неподалік міста вздовж траси Варна—Софія розташований пам'ятник природи «Вбиті камені» — реліктові скельні утворення у вигляді вертикальних каменів діаметром до 3 та заввишки до 7 метрів.

## Транспорт
У місті закінчується канал Варна — Девня.

## Влада
Кмет (мер) громади Девня — Атанас Димітров Кузєв (незалежний) за результатами виборів 2007 року.

## Карти
- bgmaps.com[недоступне посилання з серпня 2019]
- emaps.bg[недоступне посилання з квітня 2019]
- Google